# Gran Premi de Morbihan
El Gran Premi de Morbihan és una competició ciclista que es disputa anualment al departament d'Ar Mor-Bihan, a França, durant el mes de maig. Entre el 2005 i el 2019 formà part del circuit UCI Europa Tour amb una categoria 1.1. El 2021 passà a formar part del calendari UCI ProSeries. Forma part de les proves de componen la Copa de França de ciclisme.
Al llarg de la història ha tingut diferents noms. Entre 1974 i 1988 s'anomenà Gran Premi de Plumelec. A partir de 1990 passà a anomenar-se À travers le Morbihan i entre el 2006 i el 2019 Gran Premi de Plumelec-Morbihan. El 2021, després que el 2020 no es disputés per culpa de la COVID-19, passà a anomenar-se Gran Premi de Morbihan.
Julien Simon, amb tres victòries, és el ciclista amb més triomfs a la cursa.

## Palmarès
| Any                                                       | Vencedor                | Segon                    | Tercer                     |         |
| --------------------------------------------------------- | ----------------------- | ------------------------ | -------------------------- | ------- |
| Gran Premi de Plumelec                                    |                         |                          |                            |         |
| 1974                                                      | Roger Pingeon           | Georges Talbourdet       | Patrick Béon               |         |
| 1975                                                      | Georges Talbourdet      | Jean-Claude Meunier      | Guy Leleu                  |         |
| 1976                                                      | Robert Alban            | Raymond Martin           | Roland Smet                |         |
| 1977                                                      | André Chalmel           | Jacques Bossis           | André Corbeau              |         |
| 1978                                                      | Raymond Martin          | Pierre Bazzo             | Régis Delépine             |         |
| 1979 edició no realitzada                                 |                         |                          |                            |         |
| 1979                                                      | suspesa                 | suspesa                  | suspesa                    | suspesa |
| 1980                                                      | Christian Muselet       | René Bittinger           | Jean-Philippe Vandenbrande |         |
| 1981                                                      | Robert Alban            | Christian Levavasseur    | Pierre Le Bigaut           |         |
| 1982                                                      | Fabien De Vooght        | Gilbert Duclos-Lassalle  | Robert Alban               |         |
| 1983                                                      | Laurent Fignon          | Christian Corre          | Alain Vigneron             |         |
| 1984                                                      | Pierre Bazzo            | Patrick Bonnet           | Jérôme Simon               |         |
| 1985                                                      | Marc Madiot             | Denis Roux               | Yvon Madiot                |         |
| 1986                                                      | Gilbert Duclos-Lassalle | Rudy Rogiers             | Thierry Barrault           |         |
| 1987                                                      | Johnny Weltz            | Laurent Biondi           | Bernard Vallet             |         |
| A travers le Morbihan                                     |                         |                          |                            |         |
| 1988                                                      | Frédéric Brun           | Gérard Rué               | Thierry Claveyrolat        |         |
| 1989                                                      | suspesa                 | suspesa                  | suspesa                    | suspesa |
| 1990                                                      | Johan Museeuw           | Etienne De Wilde         | Hendrik Redant             |         |
| 1991                                                      | Bruno Cornillet         | Peter De Clercq          | Søren Lilholt              |         |
| 1992                                                      | Peter De Clercq         | Marcel Wüst              | Franck Boucanville         |         |
| 1993                                                      | Marcel Wüst             | Jans Koerts              | Jaan Kirsipuu              |         |
| 1994                                                      | Peter De Clercq         | François Simon           | Ronan Pensec               |         |
| 1995                                                      | Francis Moreau          | Jaan Kirsipuu            | Christophe Leroscouet      |         |
| 1996                                                      | Johan Capiot            | Jaan Kirsipuu            | Niko Eeckhout              |         |
| 1997                                                      | Christophe Agnolutto    | Jacky Durand             | Xavier Jan                 |         |
| 1998                                                      | Laurent Desbiens        | Cyril Saugrain           | Dominique Rault            |         |
| 1999                                                      | Patrice Halgand         | Laurent Desbiens         | Johan De Geyter            |         |
| 2000                                                      | Patrice Halgand         | Serguei Iàkovlev         | Dave Bruylandts            |         |
| 2001                                                      | Gilles Maignan          | Stuart O'Grady           | Rubén Díaz de Cerio        |         |
| 2002                                                      | Laurent Lefèvre         | Nicolas Vogondy          | Stéphane Heulot            |         |
| 2005 edició no realitzada Gran Premi de Plumelec-Morbihan |                         |                          |                            |         |
| 2003                                                      | Nicolas Vogondy         | Sylvain Chavanel         | Andy Flickinger            |         |
| 2004                                                      | Thomas Voeckler         | Laurent Paumier          | Pierrick Fédrigo           |         |
| 2005                                                      | suspesa                 | suspesa                  | suspesa                    | suspesa |
| 2006                                                      | Cédric Hervé            | Anthony Charteau         | Samuel Dumoulin            |         |
| 2007                                                      | Simon Gerrans           | Yann Huguet              | David Le Lay               |         |
| 2008                                                      | Thomas Voeckler         | Cyril Gautier            | Gianni Meersman            |         |
| 2009                                                      | Jérémie Galland         | Mickaël Larpe            | Blel Kadri                 |         |
| 2010                                                      | Wesley Sulzberger       | Renaud Dion              | Stéphane Augé              |         |
| 2011                                                      | Sylvain Georges         | Pierrick Fédrigo         | Jérémie Galland            |         |
| 2012                                                      | Julien Simon            | Samuel Dumoulin          | Javier Megías Leal         |         |
| 2013                                                      | Samuel Dumoulin         | Anthony Geslin           | Julien Simon               |         |
| 2014                                                      | Julien Simon            | Luis Ángel Maté Mardones | Armindo Fonseca            |         |
| 2015                                                      | Alexis Vuillermoz       | Julien Simon             | Pierrick Fédrigo           |         |
| 2016                                                      | Samuel Dumoulin         | Alexis Vuillermoz        | Arthur Vichot              |         |
| Gran Premi de Morbihan                                    |                         |                          |                            |         |
| 2017                                                      | Alexis Vuillermoz       | Jonathan Hivert          | Samuel Dumoulin            |         |
| 2018                                                      | Andrea Pasqualon        | Julien Simon             | Samuel Dumoulin            |         |
| 2019                                                      | Benoît Cosnefroy        | Jesús Herrada López      | Odd Christian Eiking       |         |
| 2020                                                      | suspesa                 | suspesa                  | suspesa                    | suspesa |
| 2021                                                      | Arne Marit              | Bryan Coquard            | Elia Viviani               |         |
| 2022                                                      | Julien Simon            | Alexander Kristoff       | Jake Stewart               |         |
| 2023                                                      | Arnaud De Lie           | Romain Grégoire          | Rasmus Tiller              |         |
| 2024                                                      | Benoît Cosnefroy        | Axel Zingle              | Arnaud De Lie              |         |
| 2025                                                      |                         |                          |                            |         |